# Autorretrato (Jenny Holzer)
Autorretrato (título original: Living: Some days you wake and immediately...) é uma obra em esmalte sobre papel da artista americana Jenny Holzer conservada na prestigiosa Galeria dos Autorretratos da Galeria Uffizi, em Florença.

## Descrição e Análise
Na austera e majestosamente silenciosa Galeria Uffizi, templo consagrado às imagens da memória europeia, irrompe, com força inédita, a presença luminosa de Jenny Holzer — e com ela a palavra, despida de ornamentos, elevada à categoria de pura visão. Sua obra Living: Some days you wake and immediately… é uma oferenda inquieta e ardente: uma inscrição viva que pulsa entre o vazio e a vertigem da existência.
A peça, pertencente ao célebre ciclo Living Series (1980-1982), apresenta uma sentença gravada em letras claras, minimalistas, como que murmurada entre os véus do cotidiano:
"Some days you wake and immediately start to worry."
Em seu fulgor contido, Holzer destila uma verdade crua e universal, capturando com precisão cirúrgica a condição humana moderna — uma condição marcada pela ansiedade, pela expectativa angustiante, pelo ininterrupto murmúrio interior que precede o dia e atravessa a consciência. A frase, despida de artifícios retóricos, instala-se como uma lâmina fina entre o espectador e sua própria vulnerabilidade, fazendo do espaço expositivo não apenas uma morada para o olhar, mas um território para o pensamento.
Disposta em suporte de pedra ou de placa metálica — suportes frios, impessoais, industriais —, a inscrição de Holzer subverte o legado dos Uffizi: entre retratos de poder e alegorias de virtude, ela semeia a dúvida, a inquietude, o fracasso íntimo da promessa de estabilidade. Não há imagem corpórea nesta obra, e ainda assim ela desenha com nitidez o contorno mais íntimo da experiência humana: o medo sem rosto, a angústia anônima que habita os corredores da vida contemporânea.
Através da simplicidade verbal, Holzer reconstrói a tradição da pintura e da escultura renascentistas sob outra chave: a palavra torna-se carne, o signo se faz carne viva da consciência, a arte transcende o objeto e torna-se experiência direta, imediata, existencial.
Neste breve fragmento textual, Holzer ergue um monumento à fragilidade — uma oração profana gravada no templo da cultura visual ocidental, lembrando-nos, com brutal delicadeza, que, sob as arquiteturas da história, pulsa incessantemente a inquietação das almas.